# Кузнецов, Александр Васильевич (архитектор)
Алекса́ндр Васи́льевич Кузнецо́в (1874, Санкт-Петербург — 1954, Москва) — русский и советский архитектор, инженер-конструктор, педагог. Представитель московского модерна и конструктивизма, мастер промышленной архитектуры.

## Биография
Родился в Санкт-Петербурге 5 сентября 1874 года. Окончил петербургский Институт гражданских инженеров императора Николая I (1896) и Берлинский политехникум (1898).
Работал в Москве помощником Л. Н. Кекушева, а с 1899 года — Ф. О. Шехтеля.
Преподавал в ИМТУ (впоследствии МВТУ), при котором совместно с В. А. Весниным основал архитектурное отделение, затем архитектурный факультет. В 1907 году защитил диссертацию по теме естественного освещения фабричных зданий и занял должность адъюнкт-профессора. Ежегодно совершал поездки в Европу, в основном в Германию, где знакомился с последними техническими достижениями.
Основатель отечественной школы промышленной архитектуры. Создал своеобразный индивидуальный стиль в рамках модерна на стыке с неоклассицизмом, экспрессионизмом и зарождавшимися рациональными тенденциями в архитектуре (иногда называемый исследователями архитектуры «железобетонный модерн»). Широко применял в своих постройках новаторские технические достижения времени, в том числе железобетон, металлические конструкции, стекло, кафельную плитку.
Славу архитектору принесли здание женской гимназии и новоткацкая фабрика морозовской мануфактуры в Богородске, построенные в 1907—1908 годах. Одноэтажное здание фабрики размерами в плане 250×290 м было построено из монолитного железобетона, снабжено фонарями естественного освещения с механизмом очистки, системой вентиляции с пропусканием наружного воздуха через ванны с водой; плоская кровля была засеяна травой и могла использоваться для отдыха рабочих. В 1912—1914 гг. на Рождественке был исполнен шедевр мастера — здание мастерских Строгановского училища (ныне 2-й корпус МАРХИ). Также по его проектам были построены: ряд корпусов завода АМО, Дом Политехнического общества в Малом Харитоньевском переулке (1905—1906) гг. и др.
В 1923 году — главный конструктор I Всероссийской сельскохозяйственной и кустарно-промышленной выставки. В 1926—1928 годах возглавлял строительство комплексов ЦАГИ на улице Радио, Московского энергетического института и Всероссийского электротехнического института на Красноказарменной улице, Московского текстильного института на Малой Калужской улице.
По некоторым данным, в 1930 году Кузнецов был арестован по обвинению во вредительстве (якобы плоская кровля фабрики в Фергане была предназначена им для посадки вражеских самолётов) и несколько месяцев провёл в «шарашке».
Преподавал на архитектурном факультете ВХУТЕМАСа—ВХУТЕИНа. Среди учеников А. В. Кузнецова были ставшие известными впоследствии архитекторы И. С. Николаев, Г. М. Орлов и Г. Я. Мовчан. В последние годы заведовал кафедрой архитектурных конструкций Московского архитектурного института.
Жил в собственном доме в Мансуровском переулке, 11.
Умер 2 января 1954 года. Похоронен на Новодевичьем кладбище (участок №3, ряд 64, место 54).

## Награды
- орден Ленина[5]
- орден Трудового Красного Знамени[5] (05.09.1944)
- орден Отечественной войны 2-й степени[5] (08.08.1947)
- медали

## Проекты и постройки
- Старообрядческая церковь (1900—1903, Белая Криница)[сн 1];
- Загородный дом Э. Липгарта (1903, станция Щурово Казанской железной дороги, ?);
- Перестройка, пристройки и возведение новых зданий на Богородско-Глуховской мануфактуре Морозовых, совместно с А. Ф. Лолейтом (1903—1908, Ногинск);
- Здание Общественного собрания (1903—1908, Ногинск);
- Дом Московского политехнического общества (1904—1906, Москва, Малый Харитоньевский переулок, 6);
- Склады Товарищества «Эмиль Липгарт и К°» (1906—1907, Москва, Мясницкая улица, 43, во дворе);
- Новоткацкая фабрика Богородско-Глуховской мануфактуры (1906—1908, Ногинск);
- Полная перестройка писчебумажной фабрики (1906—1908, Окуловка);
- Здание Богородской женской гимназии (1906—1908, Ногинск), ныне в здании — Центр образования № 2;
- Особняк А. И. Морозова (1907—1908, усадьба Глухово, Ногинск);
- Особняк П. А. и С. А. Морозовых (1908, усадьба Глухово, Ногинск);
- Главный дом усадьбы Н. Д. Морозова Льялово (Морозовка) (1908—1909, Солнечногорский район, 9 км от ст. Крюково), не сохранился;
- Ткацкая фабрика, Электростанция и прочие сооружения мануфактуры братьев Рябушинских (1909—1911, Вышний Волочёк)[источник не указан 2638 дней]
- Интерьеры магазина Перкса (1900-е, Москва);
- Дом садовника в усадьбе Льялово (Морозовка) (1910—1911, Солнечногорский район, 9 км от ст. Крюково), не сохранился;
- Ржевская льнопрядильная фабрика (1911—1913, Ржев);
- Надстройка верхнего этажа на здании банка «Товарищества мануфактур П. И. Рябушинского с с-ми» (1911—1913, Москва, Старопанский переулок, 2/1 — Биржевая площадь, 1/2);
- Мастерские Императорского Строгановского училища (1911—1915, Москва, улица Рождественка, 11 — Сандуновский переулок, 4);
- Реальное училище Воскресенского (1912, Москва, Мясницкая улица, ?);
- Ткацкая фабрика (1912—1913, Егорьевск);
- Льнопрядильная фабрика Локалова (1913—1914, с. Гаврилов-Ям Ярославской губернии);
- Здание заводоуправления и корпуса АМО, совместно с А. Ф. Лолейтом, К. С. Мельниковым (1915—1916, Москва, Автозаводская улица, 23), частично сохранились;
- Складское здание (1915—1916, Москва);
- Собственный особняк (перестройка) (1915—1916, Москва, Мансуровский переулок, 11/12 — Еропкинский переулок, 12/11), объект культурного наследия федерального значения[7];
- Библиотека и текстильная лаборатория Императорского Московского технического училища (1916—1917, Москва);
- Конкурсный проект рабочего посёлка в Филях, 2-я премия (1919, Москва);
- Конкурсный проект Дворца Труда в Охотном ряду, 2-я премия (1922, Москва), не осуществлён;
- Техническое руководство, проектирование конструкция и строительство Всероссийской сельскохозяйственной и кустарно-промышленной выставки (1923, Москва, район Нескучного сада);
- Текстильный комбинат (1924—1925, Фергана);

- Комплекс Центрального аэрогидрографического института (ЦАГИ): научные лаборатории, завод Тяжелого самолётостроения, ангар, гидроканал, аэротруба, совместно с И. С. Николаевым, Г. Я. Мовчаном, В. Я. Мовчаном, Л. Н. Мейльманом, Г. Г. Карлсеном, Б. В. Гладковым, А. С. Фисенко (1924—1929, Москва, улица Радио, 17)[8];
- Здание Всесоюзного электротехнического института (ВЭИ), совместно с архитекторами Л. Н. Мейльманом, В. Я. Мовчаном, Г. Я. Мовчаном, И. С. Николаевым (1924—1930, Москва, Красноказарменная улица, 13);
- Здание Московского текстильного института (1926—1929, Москва, Малая Калужская улица);
- Конкурсный проект Дворца Советов, 3-я премия (1931, Москва), не осуществлён;
- Конкурсный проект Дворца Советов (1932, Москва), не осуществлён;
- Конструкторский отдел ЦАТИ, совместно с В. А. Весниным (1932—1935, Москва, улица Радио, 24, корпус 1)[7];
- Новое здание Московского архитектурного института[5];
- Здание отделения технических наук Академии наук СССР[5].

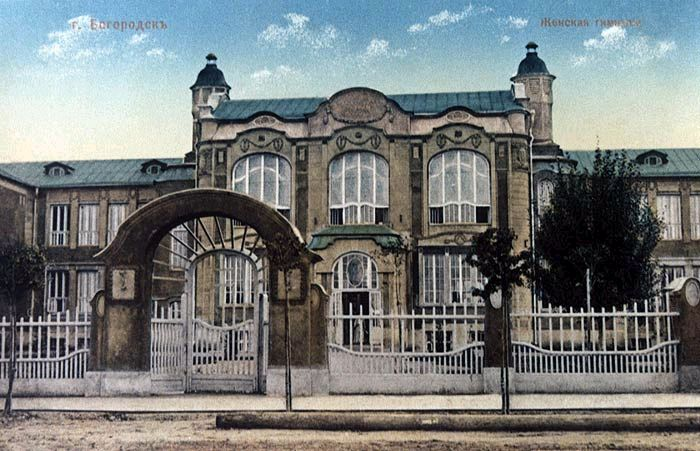
Женская гимназия в Ногинске (фото 1911 года)
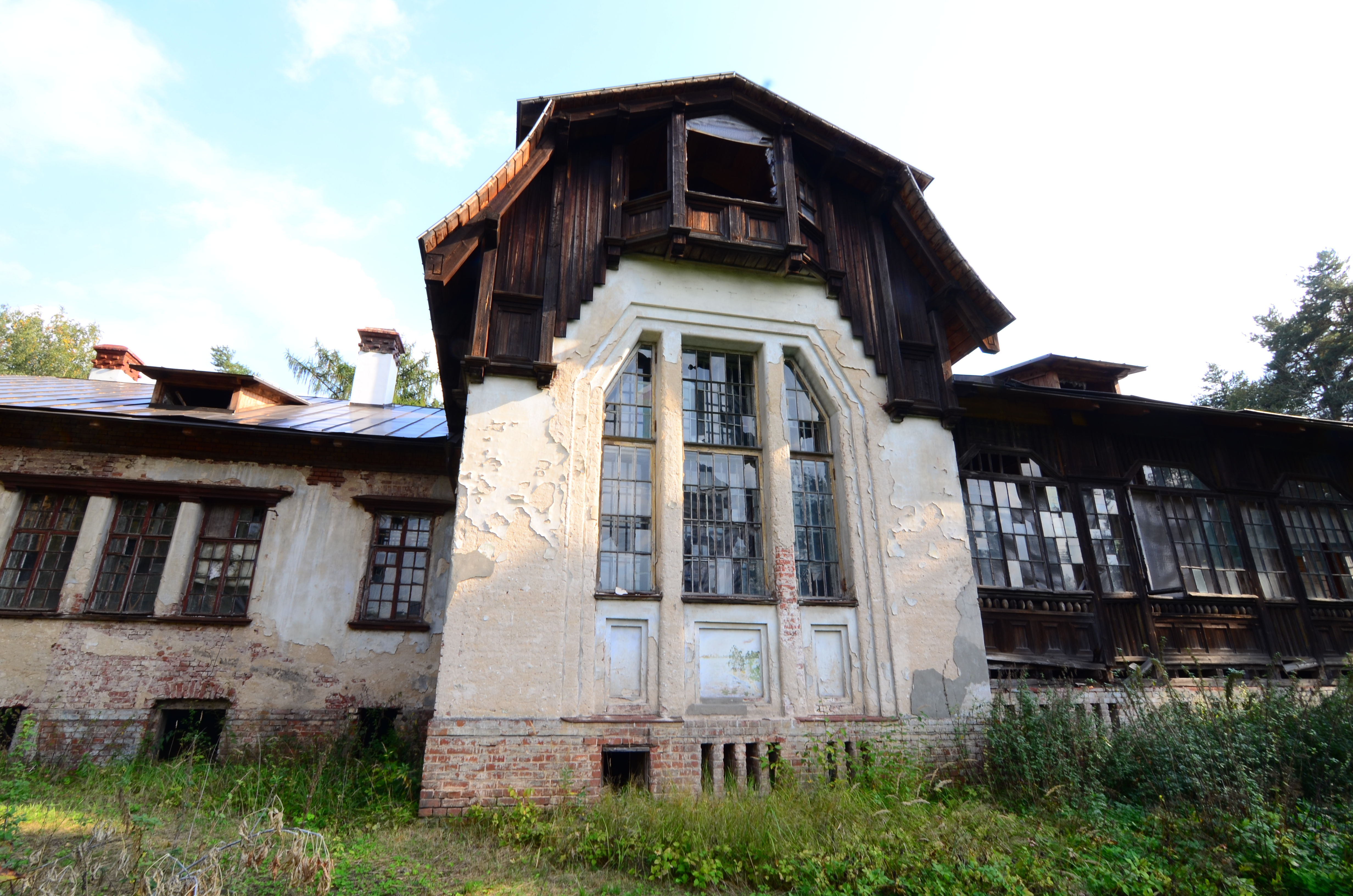
Усадьба Глухово. Летний дом при особняке А. И. Морозова (до начала реставрации)
Главный дом усадьбы Н. Д. Морозова в Льялово
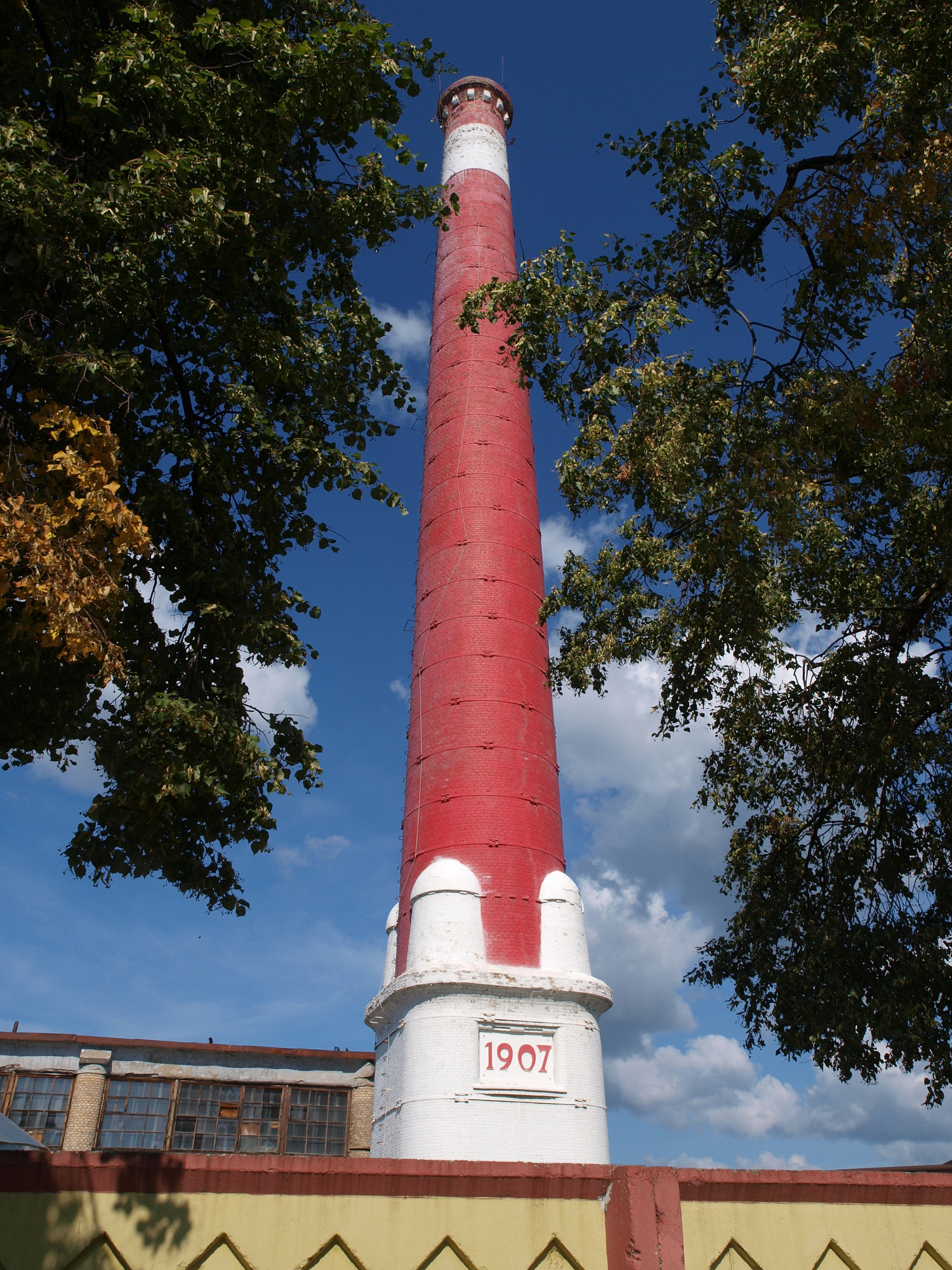
Труба Новоткацкой фабрики

## Труды и публикации
- Кузнецов А. В. Исследование купола по принципу неблагоприятнейшего распределения усилий // Зодчий. — 1903. — Вып. 10. — С. 121—123.
- Кузнецов А. В. Освещение зданий дневным светом // Зодчий. — 1907.
- Кузнецов А. В. Дом Политехнического общества, состоящего при Императорском Московском Техническом училище // Зодчий. — 1909. — Вып. 7. — С. 67—70, табл. 1—4.
- Кузнецов А. В. Женская гимназия г. Богородска (Московск. губ.) // Зодчий. — 1909. — Вып. 52. — С. 535—543.
- Кузнецов А. В. Архитектура и железобетон // Зодчий. — 1915. — Вып. 19—20. — С. 191—198; 203—209.
- Кузнецов А. В. Ленинградский зоопарк (планировка) // Коммунальное и жилищное строительство. — 1932. — Вып. 4. — С. 50—54.
- Кузнецов А. В. Архитектура и строительная техника в XIX и начале XX века // Академия архитектуры. — 1934. — Вып. 1—2. — С. 42—52.
- Кузнецов А. В. Своды, их конструкции и декор // Академия архитектуры. — 1935. — Вып. 1—2. — С. 8—34.
- Кузнецов А. В. Строительные детали // Архитектурная газета. — 1936. — Вып. 32. — С. 3.
- Кузнецов А. В. Архитектурные пространственные системы // Академия архитектуры. — 1937. — Вып. 1. — С. 3—16.
- Кузнецов А. В. Строение и архитектурная форма кессона // Проблемы архитектуры. — 1937. — Вып. 2. — С. 351—390.
- Своды и их декор. — М., 1938.
- Архитектурные конструкции. — М., 1940. — (сост., ред.).
- Тектоника и конструкция центрических зданий. — М., 1951.

### Сноски
1. ↑  Здесь и далее проекты и постройки даны в хронологическом порядке по М. В. Нащокиной, с необходимыми дополнениями и уточнениями.